# Хоптій Віталій Васильович
Віта́лій Васи́льович Хопті́й — український військовослужбовець, підполковник Збройних сил України.
Станом на вересень 2013 року — командир вертольотної ланки Мі-8 в Сьєрра-Леоне.

## Нагороди
- орден Богдана Хмельницького II ступеня (2022) — за особисту мужність і самовіддані дії, виявлені у захисті державного суверенітету та територіальної цілісності України, вірність військовій присязі[1].
- орден Богдана Хмельницького III ступеня (2015) — за особисту мужність і героїзм, виявлені у захисті державного суверенітету та територіальної цілісності України, вірність військовій присязі під час російсько-української війни[2].